# 山田真山
山田真山（やまだ しんざん、1885年（明治18年）12月27日 - 1977年（昭和52年）1月29日）は、明治から昭和にかけての彫刻家、画家。本名は渡嘉敷 兼慎（とかしき けんしん）。

## 生涯

### 前半生
沖縄県那覇市壺屋にて、士族で漢学者の渡嘉敷兼礼の五男として生まれるが、幼少時に父が病没したため貧困の少年時代を過ごす。手先の器用さが認められ、大工の修行をする。やがて上京、20歳で東京美術学校へ進んで木彫科・彫塑科を専攻、山田泰雲に師事し、その養子となる。また、高村光雲の教えを受ける。1906年に清国の北京芸徒学堂教授となるが翌1907年に帰国して東京美術学校に戻り、小堀鞆音に日本画を学ぶ。1914年、文展入選。1928年、明治神宮聖徳記念絵画館に『琉球藩設置の図』を奉納した。

### 沖縄戦と平和祈念像
1940年、故郷の沖縄県に帰るが、1945年に沖縄戦に巻き込まれ、息子2人を失う。これを機に平和への願いを強め、1957年、72歳で平和祈念像の制作に取り掛かるが、未完成のまま1977年に死去した。像はすでに出来ていた原型を元に1978年に完成され、糸満市の沖縄平和祈念堂に安置された。
作品は他に『降魔之図』・『定山渓之図』（日本画）がある。